# كأس الأبطال الفرنسي 2014
كأس الأبطال الفرنسي 2014 (بالفرنسية: 2014 Trophée des Champions)‏ مباراة جمعت بين باريس سان جيرمان و‌غانغون في 2 أغسطس 2014 على ملعب العمال في مدينة بكين، الصين، وفاز بها باريس سان جيرمان بنتيجة 2–0.

## وصلات خارجية
- باللغة الفرنسية